# Luzi Bernet
Luzius «Luzi» Bernet (* 26. November 1963 in Zürich) ist ein Schweizer Journalist. Von 2017 bis 2021 war er Chefredaktor der NZZ am Sonntag und Mitglied der Geschäftsleitung der Neue Zürcher Zeitung AG. Seit 2022 ist er Italienkorrespondent für die Neue Zürcher Zeitung mit Sitz in Rom.

## Leben und Karriere
Luzi Bernet ist der Sohn von Marguerite Bernet-Haemmerli, die aus einer alteingesessenen Zürcher Arzt- und Unternehmerfamilie stammt, und von Walter Bernet, Theologieprofessor an der Universität Zürich. Bernet wuchs in Volketswil auf, nach der Matura in Zürich studierte er an der Universität Zürich Geschichte und Staatsrecht.
1990 trat er in die Redaktion der Zürichsee-Zeitung ein. Von 1992 bis 1994 war er Europakorrespondent verschiedener Schweizer Medien in Brüssel. Nach seiner Rückkehr in die Schweiz wurde er in die Chefredaktion der Zürichsee-Zeitung berufen. Von 1998 bis 2001 war er deren Chefredaktor.
2002 wechselte Bernet ins Gründungsteam der NZZ am Sonntag, wo er in verschiedenen Funktionen bis 2009 tätig war, unter anderem als stellvertretender Chefredaktor und Inlandchef. 2010 wechselte er zur Neuen Zürcher Zeitung, wo er den konvergenten Newsroom aufbaute und leitete. Von 2015 bis 2017 war er Leiter des Zürich-Ressorts der NZZ. Zusätzlich zu diesen Funktionen übte er von 2012 bis 2017 das Amt des stellvertretenden Chefredaktors aus. Nach der Absetzung von Chefredaktor Markus Spillmann auf Ende 2014 übernahm er zusammen mit Colette Gradwohl und René Zeller interimistisch die Chefredaktion.
2017 wurde Bernet vom Verwaltungsrat der NZZ-Mediengruppe zum Chefredaktor der NZZ am Sonntag gewählt. Unter seiner Leitung wurden das NZZ am Sonntag Magazin gegründet sowie diverse Neuerungen im Layout, beim Online-Auftritt und in der Leserkommunikation eingeführt. Im März 2021 wurde Bernet vom Verwaltungsrat überraschend abgesetzt, was zu Protesten beider NZZ-Redaktionen führte. Sein Nachfolger wurde Jonas Projer.
Sein Sabbatical bis zum Antritt der Stelle als Italienkorrespondenz der NZZ nutzte er, um ein Buch über die Geschichte der Schweizer Europapolitik vom EWR-Nein im Jahr 1992 bis zum Aus für das Rahmenabkommen im Mai 2021 zu schreiben.
Bernet ist verheiratet mit Bettina Bernet-Hug und hat drei erwachsene Kinder.

## Publikationen (Auswahl)
- Das Schweiz-Dilemma. 30 Jahre Europapolitik. Hier und Jetzt, Verlag für Kultur und Geschichte, Zürich 2022; Druckausgabe: ISBN 978-3-03919-560-2, E-Book: ISBN 978-3-03919-985-3.[8]
- Die Goldküste – ein Missverständnis. In: NZZ Geschichte. Verlag NZZ Geschichte, Zürich 2016.
- Der Lebenstext als Trost. In: Achim Kuhn (Hrsg.): Deadline: Prominente über Leben und Sterben. Theologischer Verlag Zürich, Zürich 2015, ISBN 978-3-290-17783-6.